# Maesa rugosa
Maesa rugosa là một loài thực vật có hoa trong họ Anh thảo. Loài này được C.B. Clarke mô tả khoa học đầu tiên năm 1882.